# Roystonea
Roystonea és un gènere de palmeres que conté deu espècies. Són palmeres grosses amb un sol tronc (estípit) de 20-30 m d'alt i amb les fulles pinnades. És l'arbre nacional de Cuba. El nom del gènere és en honor del general nord-americà Roy Stone, qui prestà els seus serveis a Puerto Rico.

## Distribució
Zona del Carib, tant a les Antilles com als països centreamericans. A Cuba hi ha la major diversitat d'espècies.

## Taxonomia
- Roystonea altissima (Mill.) H.E.Moore
- Roystonea borinquena O.F.Cook
- Roystonea dunlapiana P.H.Allen
- Roystonea lenis (León)
- Roystonea maisiana (L.H.Bailey) Zona
- Roystonea oleracea (Jacq.) O.F. Cook[1]
- Roystonea palaea Poinar extint
- Roystonea princeps (Becc.) Burret
- Roystonea regia (Kunth) O.F.Cook
- Roystonea stellata León
- Roystonea violacea León

## Usos
La Roystonea regia és molt preuada com a planta ornamental Els brots tendres són comestibles. A Cuba es fa servir Roystonea regia per a fer els sostres de les cases de camp i s'extreu oli dels seus fruits que també es fan servir per alimentar els porcs.